# Roger Rivière
Roger Rivière (ur. 23 lutego 1936 w Saint-Étienne – zm. 1 kwietnia 1976 w Saint-Galmier) – francuski kolarz torowy i szosowy, trzykrotny torowy mistrz świata.

## Kariera
Pierwszy sukces w karierze Roger Rivière osiągnął w 1955 roku, kiedy zwyciężył w klasyfikacji generalnej francuskiego Circuit d'Auvergne. Na rozgrywanych dwa lata później torowych mistrzostwach świata w Liège Rivière zwyciężył w indywidualnym wyścigu na dochodzenie zawodowców. Sukces z Liège powtórzył także na dwóch kolejnych edycjach MŚ: mistrzostwach w Paryżu w 1958 roku oraz mistrzostwach w Amsterdamie w 1959 roku. W 1957 roku ustanowi nowy kolarski rekord świata w jeździe godzinnej z wynikiem 46,923 km. Rekord ten przetrwał nieco ponad rok, do momentu, w którym sam Rivière poprawił go, uzyskując 47,346 km. Ten drugi wynik został poprawiony dopiero 9 lat później przez Belga Ferdinanda Bracke. Zdobył także dwa medale torowych mistrzostw kraju, w tym złoty w wyścigu na dochodzenie w 1957 roku. W wyścigach szosowych startował głównie na arenie krajowej, chociaż 1958 roku wygrał kryteria we włoskich Pesaro i Trieście, a w 1959 roku wygrał dwa etapy Vuelta a España, zajmując 6. miejsce w klasyfikacji generalnej wyścigu. Kilka tygodni później wystartował Tour de France, który ukończył na 4. miejscu w klasyfikacji generalnej i gdzie również wygrał dwa etapy.
W 1960 roku wystartował w Tour de France. Przed czternastym etapem z Millau do Awinionu Francuz zajmował drugie miejsce w klasyfikacji generalnej, tracąc do lidera Gastone Nenciniego z Włoch 1:38 min. Rivière przez cały etap trzymał się za plecami Włocha aż do momentu zjazdu z przełęczy Col de Perjuret, gdzie na jednym z zakrętów Roger nie wyhamował i uderzając w barierkę ochronną wypadł z trasy. Francuz spadł do wąwozu łamiąc dwa kręgi i doznając uszkodzenia rdzenia kręgowego. Pierwotnie Rivière twierdził, że przyczyną wypadku były wadliwe hamulce, a następnie, że na obręczach kół znajdował się smar, czego nie potwierdziły oględziny roweru. Później Francuz przyznał się, że stosował dekstromoramid, środek przeciwbólowy z grupy opioidów, który mógł wpłynąć na jego refleks i ocenę sytuacji. W 1961 roku francuski magazyn Miroir du Cyclisme opublikował artykuł, w którym dietetyk kolarza przyznał, iż zawodnik mógł być do tego stopnia otumaniony środkami przeciwbólowymi, iż albo nie próbował hamować, albo nie mógł tego zrobić.
Po wypadku resztę życia spędził na wózku inwalidzkim. Po zakończeniu kariery otworzył między innymi restaurację w dolinie Rodanu, która jednak szybko upadła. Cierpiał na depresję, był też uzależniony od leków. Zmarł w wieku 40 lat na nowotwór gardła.